# SNVI M 260
 (juin 2018).
Le SNVI M 260 est un camion et un tracteur de semi-remorque lourd fabriqué par le constructeur algérien SNVI en version militaire.
Il est motorisé par un 8 cylindres de 256 chevaux.